# 고령군의 국회의원

## 고령군의 역대 국회의원 일람
| 대수         | 이름           | 소속정당     | 임기                              | 선거구역                                        |
| ------------ | -------------- | ------------ | --------------------------------- | ----------------------------------------------- |
| 제1대        | 김상덕(金商德) | 민족통일본부 | 1948년 5월 31일~1950년 5월 30일   | 고령군 일원                                     |
| 제2대        | 곽태진(郭泰珍) | 민주국민당   | 1950년 5월 31일~1954년 5월 30일   | 고령군 일원                                     |
| 제3대        | 김홍식(金洪植) | 자유당       | 1954년 5월 31일~1958년 5월 30일   | 고령군 일원                                     |
| 제4대        | 정남택(鄭南澤) | 자유당       | 1958년 5월 31일~1960년 7월 28일   | 고령군 일원                                     |
| 제5대 민의원 | 곽태진(郭泰珍) | 민주당       | 1960년 7월 29일~1961년 5월 16일   | 고령군 일원                                     |
| 제6대        | 김성곤(金成坤) | 민주공화당   | 1963년 12월 17일~1967년 6월 30일  | 달성군·고령군 일원                              |
| 제7대        | 김성곤(金成坤) | 민주공화당   | 1967년 7월 1일~1971년 6월 30일    | 달성군·고령군 일원                              |
| 제8대        | 김성곤(金成坤) | 민주공화당   | 1971년 7월 1일~1971년 10월 6일    | 달성군·고령군 일원                              |
| 제8대        | 박준규         | 민주공화당   | 1971년 12월 15일~1972년 10월 17일 | 달성군·고령군 일원                              |
| 제9대        | 박준규         | 민주공화당   | 1973년 3월 12일~1979년 3월 11일   | 달성군·경산군·고령군: 달성군·경산군·고령군 일원 |
| 제9대        | 박주현(朴柱炫) | 무소속       | 1973년 3월 12일~1979년 3월 11일   | 달성군·경산군·고령군: 달성군·경산군·고령군 일원 |
| 제10대       | 박준규(朴浚圭) | 민주공화당   | 1979년 3월 12일~1980년 10월 27일  | 달성군·경산군·고령군 일원                       |
| 제10대       | 김종기(金鍾基) | 신민당       | 1979년 3월 12일~1980년 10월 27일  | 달성군·경산군·고령군 일원                       |
| 제11대       | 김종기(金鍾基) | 민주정의당   | 1981년 4월 11일~1985년 4월 10일   | 달성군·고령군·성주군 일원                       |
| 제11대       | 이용택(李龍澤) | 무소속       | 1981년 4월 11일~1985년 4월 10일   | 달성군·고령군·성주군 일원                       |
| 제12대       | 김종기(金鍾基) | 민주정의당   | 1985년 4월 11일~1988년 5월 29일   | 달성군·고령군·성주군 일원                       |
| 제12대       | 이용택(李龍澤) | 무소속       | 1985년 4월 11일~1988년 5월 29일   | 달성군·고령군·성주군 일원                       |
| 제13대       | 구자춘(具滋春) | 신민주공화당 | 1988년 5월 30일~1992년5월 29일    | 달성군·고령군 일원                              |
| 제14대       | 구자춘(具滋春) | 민주자유당   | 1992년 5월 30일~1996년 2월 10일   | 달성군·고령군 일원                              |
| 제15대       | 주진우(朱鎭旴) | 신한국당     | 1996년 5월 30일~2000년 5월 29일   | 고령군·성주군 일원                              |
| 제16대       | 주진우(朱鎭旴) | 한나라당     | 2000년 5월 30일~2004년 5월 29일   | 고령군·성주군 일원                              |
| 제17대       | 이인기(李仁基) | 한나라당     | 2004년 5월 30일~2008년 5월 29일   | 고령군·성주군·칠곡군 일원                       |
| 제18대       | 이인기(李仁基) | 무소속       | 2008년 5월 30일~2012년 5월 29일   | 고령군·성주군·칠곡군 일원                       |
| 제19대       | 이완영(李完永) | 새누리당     | 2012년 5월 30일~2016년 5월 29일   | 고령군·성주군·칠곡군 일원                       |
| 제20대       | 이완영(李完永) | 새누리당     | 2016년 5월 30일~2019년 6월 13일   | 고령군·성주군·칠곡군 일원                       |
| 제21대       | 정희용(鄭熙溶) | 미래통합당   | 2020년 5월 30일~2024년 5월 29일   | 고령군·성주군·칠곡군 일원                       |
| 제22대       | 정희용(鄭熙溶) | 국민의힘     | 2024년 5월 30일~                  | 고령군·성주군·칠곡군 일원                       |

## 같이 보기
- 달성군의 국회의원
- 성주군의 국회의원
- 칠곡군의 국회의원
- 고령군·성주군·칠곡군